# Декабристи (фільм)
«Декабристи» — радянська німа історико-біографічна кінодрама 1926 року, знята режисером Олександром Івановським на кіностудії «Ленінградкіно». Перший радянський фільм про повстання декабристів.

## Сюжет
Фільм відтворює історію руху декабристів: спалахи селянських заколотів, організацію дворянських гуртків і власне повстання; на тлі цих подій розгортається романтична історія кохання декабриста Івана Анненкова та французької модистки Поліни Гебль.

## У ролях
- Євген Бороніхін —  імператор Микола I
- Володимир Максимов —  імператор Олександр I
- Варвара Анненкова —  Поліна Гебль-Анненкова
- Борис Тамарін —  декабрист Іван Олександрович Анненков
- Тамара Годлевська —  княгиня Катерина Іванівна Трубецька
- Геннадій Мічурін —  князь Сергій Петрович Трубецький
- Костянтин Каренін —  декабрист Павло Іванович Пестель
- П. Волконський —  декабрист Каховський Петро Григорович
- Петро Подвальний —  декабрист Олександр Бестужев
- Олександр Ларіков —  декабрист Якубович
- Сергій Шишко —  декабрист Кіндрат Федорович Рилєєв
- Ольга Спірова —  Наталія Рилєєва, дружина декабриста
- Олександра Грібуніна —  мати Анненкова
- Володимир Крігер —  керуючий маєтком Анненкових
- Сергій Глаголін —  лакей Миколка
- Іван Худолєев —  Якобі, родич Анненкових
- Микола Лебедєв —  князь Оболенський
- Едуард Іогансон — епізод
- Петро Андрієвський —  цесаревич Костянтин
- Борис Медведєв —  Стрємоухов
- Ніна Млодзинська —  балерина Телешова
- Віктор Плотников — командир Преображенського полку
- Вероніка Бужинська — епізод
- Петро Кузнецов — епізод
- Олександр Константинов — епізод
- Олександр Любош — Симаков
- Микола Городничев — лакей Анненкових
- Олександр Пантелєєв — слуга
- Іона Таланов — епізод
- Євгенія Рогулін — епізод
- Микола Дмитрієв — селянин
- Костянтин Гібшман — шулер в Пензі

## Знімальна група
- Режисер — Олександр Івановський
- Сценаристи — Олександр Івановський, Павло Щоголєв
- Оператор — Іван Фролов
- Художник — Анатолій Арапов